# Sejm piotrkowski 1517
Sejm piotrkowski 1517 – sejm walny Korony Królestwa polskiego zwołany 9 grudnia 1516 roku do Piotrkowa.
Sejmik przedsejmowy średzki odbył się 12 stycznia 1517 roku.  
Obrady sejmu w nieobecności króla trwały od 2 lutego do marca 1517 roku